# 7ª Squadriglia per l'artiglieria
La 7ª Squadriglia per l'artiglieria del Servizio Aeronautico del Regio Esercito fu costituita il 28 marzo 1916 con aerei Farman 14.

## Storia
Nasce il 28 marzo 1916 dalla riassegnazione della 9ª Squadriglia da ricognizione e combattimento Farman. Era comandata dal Capitano Luigi Chiappelli e va al Campo di aviazione di Oleis di Manzano inquadrata nel Gruppo aviazione artiglieria per la 2ª Armata con 10 piloti, 5 osservatori e 8 Farman 14 con motore Fiat A.10.
Il 15 aprile nel cambio dei nomi di tutte le squadriglie diventa 47ª Squadriglia.